# Orthomegas marechali
Orthomegas marechali là một loài bọ cánh cứng trong họ Cerambycidae.